# 1956年朝鮮民主主義人民共和國地方選舉
朝鮮在1956年曾經進行了兩次地方選舉。
於邑、面、洞和里的選舉在11月20日進行，共選出56,112名人大代表。在同年11月27日，舉行了道、市或郡的選舉，一共選出1009名道級人大代表，以及5164名市或郡的人大代表。
最終，本屆的投票率和參選人當選率均達100%。

## 腳註/來源
1. ↑  East Gate Book (2003) North Korea Handbook: Yonhap News Agency Seoul, p126 ISBN 0765610043